# Кадисия
Вижте пояснителната страница за други значения на Кадисия.
Кадисия е средновековен град в днешен Ирак.
Дотогава малко селце на десния бряг на река Ефрат, Кадисия става известна с битката около 636 година, в която Праведният халифат нанася решително поражение на Сасанидската империя. През следващите столетия Кадисия се превръща в град на търговския път, свързващ Багдад с Мека, но по-късно селището изчезва. Местоположението му е установено едва през 1912 година.